# Kotivka, Putîvl
Kotivka (în ucraineană Котівка) este un sat în comuna Veazenka din raionul Putîvl, regiunea Sumî, Ucraina.

## Demografie
Componența lingvistică a localității Kotivka
     Ucraineană (69,57%)
     Rusă (30,43%)
Conform recensământului din 2001, majoritatea populației localității Kotivka era vorbitoare de ucraineană (69,57%), existând în minoritate și vorbitori de rusă (30,43%).